# Етнос (1931)
Вижте пояснителната страница за други значения на Етнос.
„Етнос“ (на гръцки: «Έθνος», в превод Нация) е гръцки вестник, излизащ в град Лерин (Флорина), Гърция от 1931 година. Вестникът е един от най-стабилните в града, като излиза в периодите 1931-1936, 1938-1940, 1942-1944 и от 1945 година до днес.

## История
Вестникът започва да излиза в 1931 година, когато вестник „Еленхос“ е закрит, неговият издател Георгиос Дзордзис напуска, а неговият редактор Ставрос М. Константинидис започва да издава „Етнос“. Подзаглавието му е „Независим седмичен вестник“ («Εβδομαδιαία  Εφημερίς  Ανεξάρτητος»). Директор-собственик е Константинидис, а редактори са Талис Риторидис и Христос Скивалос, който в 1931 година се подписва като Крициотис. От 13 август 1932 година за шеф на печатницата е назначен Стефанос Константинидис, син на Ставрос, който през 1946 година ще поеме управлението и собствеността на вестника до 1974 година, когато я предава на сина си Христос Константинидис.
В 1938 година, при установяването на авторитарния режим на Йоанис Метаксас, е спрян със заповед на областния управител (номарха) на ном Лерин Йоанис Цакцирас. Възстановен е в 1942 година в условията на цензура и през 40-те години на практика е единственият вестник, който циркулира в цяла Западна Македония. Излизането му прекъсва юли 1944 година, но вестникът се появява отново през март 1945 година.
Подзаглавието по време на Гражданската война в 1946 година ще бъде променено на „Седмичен вестник в Лерин“ («Εβδομαδιαία  εφημερίς  εν Φλωρίνη») и остава такова до 1974 година. Вестникът излиза всяка събота и се състои основно от четири страници, първоначално с размери 47 × 35 cm., По време на Гражданската война e предимно двустраничен с размери 41 × 26 cm, а след това отново става четиристраничен, запазвайки последните си размери. Абонаментът през първата му година - 1931 година, е 30 драхми за индивиди, 100 драхми за организации и 30 долара за чужбина.

## Идеология и съдържание
В идеологическо отношение вестникът е центристки. На 17 януари 1931 година излиза статия, озаглавена „Нашата програма“, която задава националистически и почти консервативен курс.
| „ | Географското положение, в което се намираме спрямо нацията и специалните условия, при които сме тук пред портите и наблюдателните кули на нацията, ни налагат по-тежки задължения отколкото в други региони. Нашето място има свободен живот от около двадесет години и въпреки това не показва очаквания напредък нито от национална, нито от културна гледна точка... Към тази ситуация се добавя и злото на новата комунистическа пропаганда, която под новите си предлози на модернизационен и социалистически идеал крие антинародна и антисоциална същност. Срещу тази ситуация трябва да реагираме активно, като за мото си имаме идеалите на гръцкото племе, на гръцката идея, на нашия национален прогрес... Нека прилагаме всичко гръцко и нека винаги бъдем щедри, врагове на всичко, което иска да подкопае гръцкото чувство, морала на християнинската религия и иска да вдъхне у хората идея за антинационално и антисоциално... Ние не принадлежим към никоя партия и ще изразяваме честно и независимо мнение... Що се отнася до въпроса с езика, ние имаме собствени възгледи за полезността на катаревуса и димотики. Но ние не можем да търпим чужд език, негръцки... Това е нашата програма. И изпълнението ѝ трябва да бъде преследвано от всички жители, но и от всички служители и особено от тези, които отговарят за националното образование и възпитание на младежта. | “ |

Пред Втората световна война вестникът е свързан с Либералната партия и Елевтериос Венизелос има голямо уважение към Ставрос Константинидис. Вестникът и след войната остава
верен на идеологическата си позиция първоначално подкрепя Либералната партия, а след това Съюза на центъра.
„Етнос” включва теми от различни актуални събития, местни и от общогръцки интерес. Повечето от статиите във вестниците са политически, допълнени от колонки за мнения, социални въпроси, спортни новини, културни събития, литературни текстове и мнения, рубрика с културното движение и новините на седмицата. В допълнение вестникът публикува съобщения и частни обяви. Печатат се новини с образователни теми като съобщения на различни училища в района за започване на учебни занятия, съобщения Министерството на образованието за правилника за дейността на училищата и техния персонал и като новинарско отразяване на действия на различни органи по въпроси, свързани с образователната ситуация като цяло. Редовно се публикува на първа страница под заглавие „Наблюдателницата на дядото“ колонка, в която пише самият Ставрос Константинидис, „дядото на леринския печат“. Любопитна постоянна рубрика е и „Лерински образи“. Сред редовните колумнисти на вестника са доктор Вирон Ляпцис под псевдонима Байрон", революционерът и политик Георгиос Модис, депутатът и сенатор Георгиос Дзордзис, Спирос Ляндзакис, който издава „Неа Генеа“, археологът Антонис Керамопулос, адвокатът Спирос Алексидис, Сократис Лякос, писателят Христос Капос и Стефанос Константинидис.